# 보그라구

방글라데시 보그라구

보그라구(벵골어: বগুড়া জেলা)는 공식적으로 보구라구로, 방글라데시 북부에 위치한 구로 라지샤히주의 행정 중심지이다. 보그라는 중소기업이 많이 있는 산업도시다. 보그라는 고대 푼드라 영토의 일부였으며 수도의 유적은 북부 보그라에서 발견될 수 있다.

## 역사

### 영국 시대
현재의 보그라구는 1821년 영국 통치 기간에 처음으로 형성되었다. 1901년 인구 조사에 따르면, 인구가 줄어든 지역의 인구는 약 854,533명으로 지난 10년간 11% 증가했으며, 인구가 10,000명 이상인 마을은 없었다. 유명한 프라풀라 차키(1888년~1908년)가 이 지역에서 태어났다.

### 독립 이후
1971년 방글라데시 독립 전쟁 당시 보그라 지역에서 무크티 바히니와 인도 육군의 연합군과 파키스탄 육군 사이에 전투가 벌어졌다.
2018년 방글라데시 정부는 구의 이름 철자를 보그라에서 보구라로 변경했다.

## 지리학

### 강
보그라구에는 많은 강이 있다. 카라토야강은 이 지역의 수로의 중심 구분선이며, 다른 강들은 동부와 서부로 분류될 수 있다.

### 기후
| Bogra의 기후              | Bogra의 기후 | Bogra의 기후 | Bogra의 기후 | Bogra의 기후 | Bogra의 기후 | Bogra의 기후 | Bogra의 기후 | Bogra의 기후 | Bogra의 기후 | Bogra의 기후 | Bogra의 기후 | Bogra의 기후 | Bogra의 기후 |
| 월                        | 1월          | 2월          | 3월          | 4월          | 5월          | 6월          | 7월          | 8월          | 9월          | 10월         | 11월         | 12월         | 연간         |
| ------------------------- | ------------ | ------------ | ------------ | ------------ | ------------ | ------------ | ------------ | ------------ | ------------ | ------------ | ------------ | ------------ | ------------ |
| 일평균 최고 기온 °C (°F)  | 23.0 (73.4)  | 27.3 (81.1)  | 32.6 (90.7)  | 35.1 (95.2)  | 33.5 (92.3)  | 32.0 (89.6)  | 31.4 (88.5)  | 31.4 (88.5)  | 31.5 (88.7)  | 31.0 (87.8)  | 28.9 (84.0)  | 25.5 (77.9)  | 30.3 (86.5)  |
| 일일 평균 기온 °C (°F)    | 16.4 (61.5)  | 20.0 (68.0)  | 25.2 (77.4)  | 28.8 (83.8)  | 28.8 (83.8)  | 28.7 (83.7)  | 28.7 (83.7)  | 28.7 (83.7)  | 28.5 (83.3)  | 27.1 (80.8)  | 23.2 (73.8)  | 19.0 (66.2)  | 25.3 (77.5)  |
| 일평균 최저 기온 °C (°F)  | 9.8 (49.6)   | 12.7 (54.9)  | 17.9 (64.2)  | 22.5 (72.5)  | 24.1 (75.4)  | 25.5 (77.9)  | 26.1 (79.0)  | 26.1 (79.0)  | 25.6 (78.1)  | 23.2 (73.8)  | 17.6 (63.7)  | 12.6 (54.7)  | 20.3 (68.6)  |
| 평균 강수량 mm (인치)     | 9 (0.4)      | 13 (0.5)     | 21 (0.8)     | 61 (2.4)     | 210 (8.3)    | 326 (12.8)   | 396 (15.6)   | 303 (11.9)   | 257 (10.1)   | 145 (5.7)    | 15 (0.6)     | 6 (0.2)      | 1,762 (69.3) |
| 평균 상대 습도 (%)        | 44           | 34           | 36           | 45           | 63           | 74           | 74           | 74           | 72           | 68           | 50           | 46           | 57           |
| 출처: National newspapers |              |              |              |              |              |              |              |              |              |              |              |              |              |

## 인구
| 연도     | 인구      | ±% p.a. |
| -------- | --------- | ------- |
| 1974     | 1,723,262 | —       |
| 1981     | 2,108,622 | +2.93%  |
| 1991     | 2,669,287 | +2.39%  |
| 2001     | 3,013,056 | +1.22%  |
| 2011     | 3,400,874 | +1.22%  |
| 2022     | 3,734,300 | +0.85%  |
| Sources: |           |         |

2022년 방글라데시 인구 조사에 따르면 보그라구의 인구는 3,733,106명이며, 이 중 1,852,193명은 남성, 1,880,480명은 여성, 433명은 제3의 성별이다. 농촌 인구는 2,771,892명(74.25%)인 반면 도시 인구는 961,214명(25.75%)이었다. 보그라구는 7세 이상의 인구에 대해 72.44%의 문맹률을 가지고 있으며, 남성은 75.39%, 여성은 69.56%, 제3 성별은 58.41%를 차지한다.

## 저명한 거주자
- 모하마드 알리 보그라 - 파키스탄의 제3대 총리[7]
- 프라풀라 차키 - 인도의 혁명가[8]
- 지아우르 라만 - 방글라데시의 제7대 대통령[9]

## 같이 보기
- 방글라데시의 구